# Óblast de Ternópil
El óblast de Ternópil o Ternópol (en ucraniano: Терно́пільська о́бласть) es un óblast ubicada al sudoeste de Ucrania, atravesada por el río Seret, afluente del Dniéster. Su capital es Ternópil.

## Geografía
Tiene una superficie de 13 823 km².

## Demografía
Cuenta con una población de 1 075 455 habitantes, según censo de 1 de junio de 2013.

## Historia

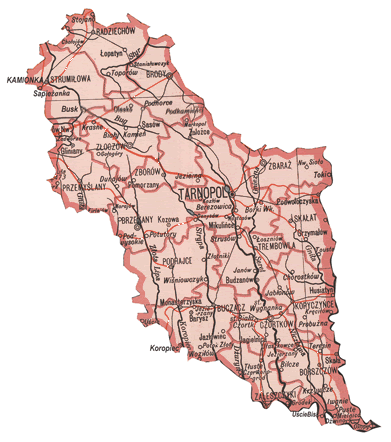
Voivodato de Ternópil en 1939.

Ternópil es una región de Ucrania. Antes de la Segunda Guerra Mundial formaba parte del Voivodato de Ternópil, en la histórica Galitzia oriental. En 1919 fue la capital de la República Popular de Ucrania Occidental. Estaba habitada por ucranianos étnicos que en ese entonces pertenecían geográficamente a Polonia por algunas razones; además en esta zona vivían muchos judíos, que formaban parte de una comunidad que después del Holocausto quedó destrozada. Antes de la Segunda Guerra Mundial, Ternópil fue una de las tres principales ciudades de la Galitzia Oriental.

## Subdivisiones
Luego de la reforma territorial de 2020, el óblast se divide en los siguientes tres raiones:
- Raión de Krémenets (capital: Krémenets)
- Raión de Ternópil (capital: Ternópil)
- Raión de Chórtkiv (capital: Chórtkiv)

Krémenets
Ternópil
Chórtkiv